# Кмерско позориште сенки
Кмерско позориште сенки (кмерски: លខោនណាងសបែក; Lakhaon Nang Sbek) је облик позоришта сенки у којима се користе кожне лутке. Два главна жанра су Sbek Thom, који приказује сцене из камбоџанског епа Reamker, и Sbek Toch, који користи мање лутке и приказује широки спектар прича. Други жанр под називом Sbek Por користи лутке од коже у боји. Позориште сенки Камбоџе је блиско повезано и подсећа на позориште сенки Тајланда и Индонезије. Кмерско позориште сенки је уписано на листу нематеријалног културног наслеђа УНЕСКО-а 2008 године.
Изводи се током световних церемонија у храмовима, на приватним извођењима и за јавност у камбоџанским селима. Популарне представе укључују епове Рамајана и Махабхарата, као и друге хиндуистичке митове и легенде. Представу прати Pinpeat оркестар - традиционални кмерски музички ансамбл.
Sbek Thom је заснован на камбоџанској верзији индијског епа Рамајана, епској причи о добру и злу која укључује Раму, Ситу, Лакшману, Ханумана и Равану. То је световна представа, која отелотворује кмерска веровања изграђена на темељима и митологијама браманизма и будизма.
Камбоџанске лутке сенки су направљене од кравље коже, и обично су прилично велике, до два метра, приказујући читаву сцену, укључујући њену позадину. За разлику од својих јаванских пандана, камбоџанске лутке сенки обично нису артикулисане, руке ликова су непомичне, и остају необојене, задржавајући оригиналну боју коже. Главни центар за производњу лутака је Ролуос у провинцији Сием Реап. Камбоџанске лутке сенки представљају једну од културних представа које се одржавају за туристе поред камбоџанских традиционалних плесова.
Sbek Thom фигуре не личе на лутке јер су велике и тешке, без покретних делова. Sbek Touch, насупрот томе, су много мање лутке са покретним деловима; њихове представе су биле популарније. Представа Sbek Thom укључује много луткара који плешу на белом екрану, сваки луткар игра једног лика из Рамајане, док одвојени наратори рецитују причу уз пратњу оркестра.
Кмерско позориште сенки датира из периода пре Ангкоријанског периода кмерског царства. Посвећене божанствима, представе су се могле одржавати само у одређеним приликама три или четири пута годишње, као што су кмерска Нова година, краљев рођендан или у част поштовања познатих људи. Након пада Ангкора у петнаестом веку, позориште сенки је еволуирало изван ритуалне активности и постало уметничка форма, задржавајући своју церемонијалну димензију.
Лутке су направљене од једног комада коже у посебној церемонији за сваки лик који представља богове и божанства. Коже се фарбају раствором направљеним од коре дрвета Кандаол. Занатлија црта жељену фигуру на штављеној кожи, затим је исече и офарба пре него што је причврсти на два бамбусова штапа, омогућавајући играчу да управља лутком.
Представе се традиционално одржавају ноћу на отвореном поред пиринчаног поља или пагоде. Велика бела позадина се држи између два висока бамбусова платна испред велике ватре или, данас, пројектора. Сенке силуета лутке се пројектују на бело платно. Аниматори оживљавају лутке прецизним и специфичним плесним корацима. Представу прати оркестар и два наратора. Представе могу трајати неколико ноћи и захтевају и до 160 лутака за једну презентацију. Многе од њих су уништене под репресивним режимом Црвених Кмера. Од 1979. године, Sbek Thom је постепено ревитализован захваљујући неколицини преживелих уметника. До сада су из пепела успела да се уздигну три позоришта сенки, обезбеђујући преношење знања и вештина, укључујући и оне везане за прављење лутака.